# Marazuela
Marazuela er en by og kommune i det centrale Spanien i provinsen Segovia. Den har et indbyggertal på 53 (2024) indbyggere.